# Cristina (Espanha)
Cristina é um município da Espanha na comarca das Vegas Altas, província de Badajoz, comunidade autónoma da Estremadura. Tem 15,8 km² de área e em 2021 tinha 551 habitantes (densidade: 34,9 hab./km²).

## Demografia
| Variação demográfica do município entre 1991 e 2004 [carece de fontes?] | Variação demográfica do município entre 1991 e 2004 [carece de fontes?] | Variação demográfica do município entre 1991 e 2004 [carece de fontes?] | Variação demográfica do município entre 1991 e 2004 [carece de fontes?] |
| ----------------------------------------------------------------------- | ----------------------------------------------------------------------- | ----------------------------------------------------------------------- | ----------------------------------------------------------------------- |
| 1991                                                                    | 1996                                                                    | 2001                                                                    | 2004                                                                    |
| 538                                                                     | 558                                                                     | 553                                                                     | 558                                                                     |